# Arsen Avetisyan
Arsen Avetisyan (in armeno Արսեն Ավետիսյան?; Erevan, 8 ottobre 1973) è un ex calciatore armeno.
In passato ha fatto parte della Nazionale armena.
Durante la sua carriera realizzò più di 192 marcature.

## Carriera

### Club
Ha giocato in numerosi club durante la sua carriera.
Nel 2006 è tornato a giocare in Armenia per il Pyunik, con cui ha vinto il titolo nazionale, ed è stato il principale attaccante della squadra.
Nel 1995 fu il miglior marcatore europeo dell'anno con 39 reti, ma dal 1991 al 1996 il premio Scarpa d'oro non venne assegnato.

### Nazionale
Dopo aver debuttato per l'Armenia nel 1992, ha rappresentato il suo paese 23 volte e segnato un gol. Si è ritirato dalla Nazionale armena nel 1998.

## Palmarès

### Club

#### Competizioni nazionali
- Campionato armeno: 5

Kilikia Erevan: 1992, 1995-1996
Pyunik: 1996-1997, 2006, 2007
- Coppa d'Armenia: 1

Pyunik: 1996

### Individuale
- Calciatore armeno dell'anno: 1

1994
- Capocannoniere del campionato armeno: 3

1994 (39 reti), 1995 (12 reti), 1996-1997 (24 reti)